# Галаганівська вулиця (Прилуки)
Ву́лиця Галага́нівська — вулиця в місті Прилуки. Пролягає від р. Удай до вулиці Соборної. Вулиця розташована у історичному середмісті.
Прилучаються вулиця Гоголя, Галаганівський в'їзд та вулиця Шевченка.
Нумерація йде від річки Удай (№ 2-14, 1-39).

## Історія
Одна з найдавніших вулиць міста. Прослідковується на плані фортеці середини 18 століття, позначена також на Генеральному плані забудови міста 1802 року. Остаточно осформувалася наприкінці XIX — на початку XX століття.
У другій половині XIX століття частина вулиці від Удаю до сучасної вул. Шевченка мала назву Валова, а далі, до вул. Київської, — Базарна.
Після смерті почесного громадянина міста, колишнього предводителя дворянства Григорія Павловича Галагана 1888 року вся вулиця була перейменована на Галаганівську. 1925 року ця вулиця перейменована на Кооперативну.
Постановою міськради 1938 року вулиця знову була розділена на дві — Орджонікідзе й Мічуріна.
Під час війни будинки від Стрітенського собору до вул. Київської були зруйновані.
Рішенням сесії міськради від 31 травня 2001 року обом вулицям повернуті їхні історичні назви — Галаганівська і Валова.
На вулиці зосереджені найцінніші пам'ятки міста.

## Пам'ятки
- Спасо-Преображенський собор (1820);
- Церква Святого Миколая (1720);
- Собор Різдва Пресвятої Богородиці (1806–1817);
- Стрітенський собор (1889)
- Полкова скарбниця (поч.18 ст.);
- Маєток Вермена (1912), № 13;
- Флігель жіночої гімназії, № 12.